# Theo Schuster (Schachspieler)

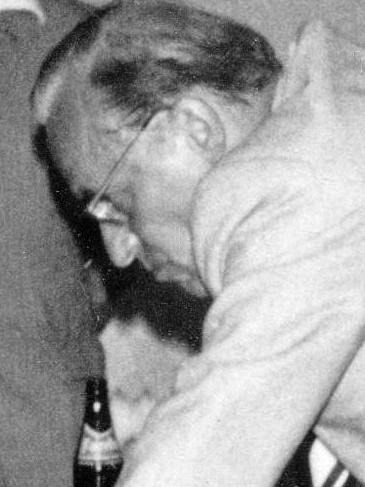
Theo Schuster bei einer Simultanvorstellung 1968 in Merzhausen.

Theodor „Theo“ Schuster (* 3. April 1911 in Gießen; † 1. September 1998) war ein deutscher Schachspieler und Schachjournalist.

## Schachspieler
Schuster gewann achtmal die württembergische Meisterschaft, zum ersten Mal 1933 im Alter von 22 Jahren. Zwischen 1948 und 1959 nahm er sechsmal an deutschen Meisterschaften teil, sein bestes Resultat erzielte er dabei 1951 in Düsseldorf mit einem geteilten vierten Platz. Sein größter Erfolg gelang ihm 1952, als er das Schachturnier von Salsomaggiore Terme in Italien vor dem späteren Internationalen Meister Alberto Giustolisi gewann. 1960 nahm er am Zonenturnier in Berg en Dal (Gemeinde Berg en Dal, Niederlande) teil, wo er allerdings nur den letzten Tabellenplatz belegte.
Dreimal wurde Schuster zu Länderkämpfen in die deutsche Nationalmannschaft berufen. Außer bei einem Wettkampf 1952 in Luzern gegen die Schweiz spielte er bei den Europa-Mannschaftsmeisterschaften sowohl in der Qualifikation 1960 in Stockholm als auch in der Endrunde ein Jahr später in Oberhausen am siebten Brett der deutschen Mannschaft.
Schuster war Mitglied des Stuttgarter Schachvereins SK Cannstatt 1880 und spielte mit diesem in der Saison 1974/75 in der höchsten deutschen Spielklasse, der damals viergleisigen Bundesliga. Noch im Alter von 83 Jahren trat er für seinen Verein in der württembergischen Oberliga an und erzielte dabei in 6 Partien 5 Punkte.
Seine beste historische Elo-Zahl betrug 2524. Diese erreichte er im Mai 1952.

## Schachjournalist
Von seiner Berufsausbildung her Buchdrucker und Verlagskaufmann war Schuster ein sehr produktiver Verfasser von Schachbüchern. Von 1949 bis an sein Lebensende berichtete er fast fünfzig Jahre lang jede Woche in der Schachecke der Stuttgarter Zeitung. Von ihm sind einige Schachaufgaben bekannt. Auch veröffentlichte er Beiträge in vielen Schachzeitschriften, unter anderem im Schach-Echo.
Für diese Arbeiten wurde ihm 1984 in Dortmund der Medienpreis des Deutschen Schachbundes verliehen.

## Partiebeispiel
|   | a | b | c | d | e | f | g | h |   |
| 8 |   |   |   |   |   |   |   |   | 8 |
| 7 |   |   |   |   |   |   |   |   | 7 |
| 6 |   |   |   |   |   |   |   |   | 6 |
| 5 |   |   |   |   |   |   |   |   | 5 |
| 4 |   |   |   |   |   |   |   |   | 4 |
| 3 |   |   |   |   |   |   |   |   | 3 |
| 2 |   |   |   |   |   |   |   |   | 2 |
| 1 |   |   |   |   |   |   |   |   | 1 |
|   | a | b | c | d | e | f | g | h |   |

In der folgenden Partie besiegte Theo Schuster mit den weißen Steinen im Turnier von Heilbronn 1957 Hans Karl.
Th. Schuster – Hans Karl 1:0
Heilbronn, 1957
Königsgambit, C35
1. e4 e5 2. f4 exf4 3. Sf3 Le7 4. Lc4 Sf6 5. Sc3 Sxe4 6. Se5 d5 7. Lxd5 Sxc3 8. Lxf7+ Kf8 9. bxc3 Ld6 10. 0–0 Lxe5 11. La3+ Kxf7 12. Dh5+ Kf6 13. Tae1 Lf5 14. Txe5 Kxe5 15. Df7 Dxd2 16. Lc1 Dxc1 17. Txc1 Sc6 18. Te1+ Le4 19. Dxg7+ Kd5 20. Df7+ Kc5 21. Txe4 Tac8 22. Dc4+ Kb6 23. Db3+ Ka6 24. Ta4+ 1:0

## Werke (Auswahl)
- Schacheröffnungen. Die wichtigsten Spielanfänge im Schach, Franckh´sche Verlagshandlung, Stuttgart 1970, ISBN 3-440-03717-7.
- Spielend Schach lernen, Falken-Verlag, Niedernhausen/Taunus 1975, ISBN 3-8068-2002-3.
- Die großen Schachmeister der Zwanziger Jahre. Die Neuromantiker von Reti bis Nimzowitsch, Franckh´sche Verlagshandlung, Stuttgart 1976.
- Schach. Das Handbuch für Anfänger und Könner, Lizenzausgabe für die Neue Schweizer Bibliothek, Falken-Verlag, Niederhausen/Ts. 1977/1986.
- (zusammen mit Anni Laakmann) Schach für junge Leute. Schach bei Franckh, Stuttgart 1981, ISBN 3-440-05007-6.
- Schachgeschichte, Kosmos-Verlag, Stuttgart 1982.
- Schachkuriosa, Kosmos-Verlag, Stuttgart 1982.
- Schachgenie Fischer. Sein Weg zur Weltmeisterschaft, Kosmos-Verlag, Stuttgart 1982.
- Unvergessene Schachpartien. Schicksale berühmter Schachmeister: Von Morphy bis Aljechin, Kosmos-Verlag, Stuttgart 1983.
- (zusammen mit H. Franke) Tips und Tricks aus Schachturnieren. Eröffnungshinweise von Verbandsliga bis zu WM-Kämpfen, Kosmos-Verlag, Stuttgart 1984.
- Wenn sie am Zug wären…? Kosmos-Verlag, Stuttgart 1985.
- Erfolgreich schachspielen. Eröffnungstaktik der Turnierspieler heute, Kosmos-Verlag, Stuttgart 1985.
- Das Endspiel im Schach, Kosmos-Verlag, Stuttgart 1988.
- Klassische Schacheröffnungen, Falken-Verlag, Niedernhausen/Taunus 1990.
- Schachlexikon, Ullstein-Verlag, Frankfurt am Main 1992.
- Neue Schacheröffnungen, Falken-Verlag, Niedernhausen/Taunus 1996.
- Schach, das königliche Spiel, Falken-Verlag, Niedernhausen/Taunus 1998.